# Jaromír Švaříček
Jaromír Švaříček (jinak též RASVA, 26. října 1967, Třebíč) je český sochař a pedagog.

## Biografie
Jaromíř Švaříček se narodil v roce 1967 v Třebíč, mezi lety 1982 a 1987 vystudoval kamenosochařství a restaurátorství v ateliéru Jiřího Habarta a Josefa Kadlčíka na SUPŠ v Uherském Hradišti, ve studiu pak pokračoval na Akademii výtvarných umění v Praze v ateliéru figurosochařství a medailérství u Jana Hendrycha. Po absolutoriu nastoupil na Akademii múzickým umění v Praze do sochařského ateliéru, kde do roku 2009 vyučoval. Kromě výuky působí jako sochař na volné noze a také jako organizátor výstav a symposií. V roce 2016 odešel do Švýcarska, kde začal působil v Atelieru Werk 07/13 v Herrenwiesu.

## Ocenění
- 1998 – The Jean Masson Davidson Medal, The society of portrait sculptors, Londýn[1]
- 2013 – první místo v soutěži o sochařský portrét bývalého prezidenta republiky Václava Havla, Akademie věd v Praze[3]
- 2017 – první místo v soutěži o sochařský portrét bývalé automobilové závodnice Elišky Junkové, Národní technické muzeum, Praha[3]
- 2018 – druhé místo v soutěži o sochařský portrét cestovatelů Miroslava Zikmunda a Jiřího Hanzelky, Národní technické muzeum, Praha[3]